# یکی بود یکی نبود (آلبوم)
یکی بود یکی نبود عنوان سومین آلبوم موسیقی رضا صادقی است که از وزارت فرهنگ و ارشاد اسلامی توانسته مجوز پخش دریافت کند. برخی از قطعات این آلبوم در آلبوم چقدر سخته وجود داشته، از شادترین قطعه‌های این آلبوم زنده باد عشق است.
این آلبوم به یکی از پرفروش‌ترین آلبوم‌های موسیقی ایران و یکی از بهترین آثار پاپ سال ۸۸ شد همچنین نظر بسیاری از مردم و منتقدان را جذب کرد. محبوب‌ترین قطعهٔ این البوم قطعهٔ آغوش تو است. ترانه‌سرایی، آهنگسازی، تنظیم و تولید آلبوم توسط رضا صادقی انجام شده و میکس و مسترینگ آن در استودیو نواسازان راگا ، ایمان حجت انجام شده‌است.

## ترانه‌ها
1. می‌خوام تورو
2. به تو مدیونم
3. جادو
4. خدا رو چه دیدی
5. آغوش تو
6. شاهزاده
7. یکی بود، یکی نبود
8. زنده‌باد عشق
9. ماهگرد حلقه‌ها
10. رویای دریا
11. مرگ و زندگی
12. برام دعا کن
13. نقطه سر خط

## منبع
1. ↑  یکی بود یکی نبود بایگانی‌شده  در ۱ سپتامبر ۲۰۱۰ توسط Wayback Machine موسیقی ما